# Гранични прелази у Републици Српској
Гранични прелази у Републици Српској су место одређено за прелажење државне границе, између две државе, где се обавља провера путника и робе при преласку из једне државе у другу. Према међународном праву, гранични прелази у Републици Српској су једина званично одређена места која се од севера, према истоку, даље ка југу налазе на местима граничења са ФБиХ и суседним државама
Хрватском, Србијом и Црном Гором.

## Значај
Преко граничних прелаза остватрује се привредна, културна и социјална комуникација и повезаност Републике Српске са суседима, на шта указује значајна фреквентност у друмском (од 30 до 50 %) и телекомуникационом саобраћају. 

## Гранични прелази
Наслеђена и у новије време изграђена друмска и железничка мрежа на више места прелази границе суседних држава, а нарочито Федерације БиХ, што Републику Српску интегрише на територијалном, регионалном и континенталном нивоу.
Са бившим републикама СФР Југославије Република Српска има формиране (дефинисане) граничне прелазе различитог нивоа опремљености, и то:
1. БиХ  РС Нови Град – Двор  Хрватска ,
2. БиХ  РС Козарска Дубица – Хрватска Дубица  Хрватска,[а]
3. БиХ  РС Градина – Јасеновац  Хрватска),
4. БиХ  РС Градишка – Стара Градишка  Хрватска ,
5. БиХ  РС Брод – Славонски Брод  Хрватска ,
6. БиХ  РС Шамац – Славонски Шамац ( Хрватска),
7. БиХ  РС Рача – Сремска Рача ( Србија),
8. БиХ  РС Попови – Бадовинци ( Србија),
9. БиХ  РС Шепак – Трбушница ( Србија),
10. БиХ  РС Каракај – Мали Зворник  Србија,
11. БиХ  РС Братунац – Љубовија  Србија),
12. БиХ  РС Скелани – Бајина Башта  Србија ,
13. БиХ  РС Вардиште – Котроман  Србија ,
14. БиХ  РС Увац – Увац ( Србија),
15. БиХ  РС Хун – Шћепан Поље  Црна Гора ,
16. БиХ  РС Зупци – Ситница  Црна Гора.

Свих 16 граничних прелаза су оспособљени за прелаз путника и робе у друмском саобраћају. 

### Гранични прелази за међународни друмски саобраћај путника
Гранични прелази за међународни друмски саобраћај путника су:
- Хрватска Костајница – Костајница,
- Двор – Нови Град,
- Ужлјебић – Рипач,
- Аржано – Присика,
- Орах – Ораховлје,
- Мали Пролог – Црвени Грм,
- Пруд – Звирићи,
- Метковић – Долјани,
- Чепикуће – Требимлја.

### Гранични прелази за међународни друмски превоз путника и робе
Гранични прелази за међународни друмски превоз путника и робе (Стара Градишка – Градишка и Нова Села – Бијача) предмет су инспекцијске контроле у складу са законодавством држава потписница уговора о уласку у Европску унију.
Гранични прелази за међународни друмски саобраћај путника и робе, као и за промет воћа и поврћа предмет су контроле усклађености са тржишним стандардима и успостављеним стандардима здравствене безбедности робе која улази у Европску унију: 
- Жупања – Орашје,
- Личко Петрово Село – Изачић,
- Вињани Доњи – Горица,
- Горњи Бргат – Ивањица.

Остали гранични прелази за међународни превоз путника и робе су:
(I) Гранични прелази за друмски саобраћај:
- Гуња – Брчко,
- Славонски Шамац – Шамац,
- Славонски Брод – Брод,
- Јасеновац – Градина,
- Маијевац-Велика Кладуша,
- Стрмица – Стрмица,
- Каменско – Каменско,
- Вињани Горњи – Осоје,
- Клек - Неум,
- Затон Доли – Неум II

(II) Гранични прелази за железнички саобраћај:
- Дреновци – Брчко,
- Славонски Шамац – Шамац,
- Волиња – Добрлјин,
- Личко Дуго Поље – Мартин Брод,
- Метковић-Чапљина.

На два прелаза према Републици Србији одвија се железнички саобраћај:
- на граничном прелазу „Рачаʺ врши се промет путника и робе,
- на туристичкој железници Шарган – Добрун – Вишеград, на граничном прелазу се одвија само промет туриста (путника).

## Организационо-техничка оспособљеност граничних прелаза
Организационо-техничка оспособљеност граничних прелаза за промет путника и робе генерално је неадекватна и неефикасна. Неефиксност прелаза посебно је изражена на фреквентним прелазима на северу Републике Српске, који гравитира европском коридору 10.
Уска грла граничних прелаза су резултат неадекватне и недовољне инфраструктурне опремљености и модернизације.

## Плански развој граничних прелаза
Плански развој граничних прелаза на територији Републике Српске развија се на основу билатералних споразума ЕУ – Хрватске, Републике Србије, Републике Црне Горе са Федерацијом Босне и Херцеговине, са циљем да се унапреде активности са већом, али јасно дефинисаном, либерализацијом промета путника и робе на
постојећим прелазима..
Унапређивање граничних прелаза има крајњи циљ чланство свих држава у ЕУ и тиме,
укидање граничних прелаза. До тог тренутка, у планском периоду Република Српске  ће радити на омекшавању граница (граничних прелаза), ради бржег и ефикаснијег промета путника, робе и информација.
Са сваком суседном државом понаособ, координирано, по светским (ЕУ) стандардима, Република Српска ће сукцесивно модернизовати и опремати постојеће граничне прелазе и размотрити могућност формирања нових граничних прелаза на местима где већ постоје путне мреже и железничке мреже и објекти. Усаглашавањем и, делимично, допунама стратешких планова и развојних политика суседних држава и њиховог привредног, социјалног и културног интереса и сарадње са Босном и Херцеговином, и обрнуто, нови гранични прелази могу бити резултат изградње планиране (нове) инфраструктуре.